# Wilhelm Heile
Wilhelm Heile (Diepholz, Imperio alemán, 18 de diciembre de 1881-Harpstedt, Alemania Occidental, 17 de agosto de 1969) fue un periodista y político alemán que fue miembro del Consejo Parlamentario, la comisión que redactó la Ley Fundamental para la República Federal de Alemania (su constitución), así como miembro del Reichstag, el Parlamento alemán de aquel entonces, y del Parlamento Regional Bajo Sajón y presidente regional del Partido Democrático Libre (FDP).

## Biografía
Después de ir al Gymnasium en Bremen y Emden estudió Ingeniería Mecánica (de 1901 a 1905), pero no terminó la carrera. Fue un activista estudiantil (1904/1905) y después redactó textos políticos. De 1906 a 1908 fue editor de una revista llamada Die deutsche Hochschule (La escuela superior alemana). En 1908 se hizo miembro de la Unión Librepensadora y desde 1910 del Partido Popular Progresista (tras la fusión de la Unión Librepensadora, del Partido Popular Librepensador y del Partido Popular Alemán en el Partido Popular Progresista). De 1910 a 1912 fue secretario general de la federación regional de Hanóver del Partido Popular Progresista.
De 1912 a 1919 fue jefe de redacción de la revista semanal política Die Hilfe (La ayuda). De 1914 a 1915 fue a la guerra como voluntario y fue herido varias veces. En 1918 fue uno de los fundadores y el primer rector de la Staatsbürgerschule, luego la Escuela Superior de Política. También se comprometió en la política: fue concejal de la ciudad de Schöneberg (de 1917 a 1918), se hizo miembro del Partido Democrático Alemán (1918), fue miembro de la Asamblea Nacional de Weimar (de 1919 a 1920), que aprobó la constitución de la República de Weimar, y fue miembro del Parlamento alemán de aquel entonces, el Reichstag (de 1920 a 1924). Además se comprometió en numerosas asociaciones con el fin de crear los Estados Unidos de Europa.
Durante el régimen nacionalsocialista primero regentó una finca (hasta 1936) y luego trabajó como traductor en el Reichsbank (de 1936 a 1941), el banco central de Alemania.
De 1945 a 1949 fue jefe del distrito Grafschaft Hoya. En 1946 fue vicepresidente del Estado de Hannover y de 1947 a 1951 miembro del Parlamento Regional Bajo Sajón. Fue uno de los fundadores del Partido Democrático Libre en la zona de ocupación británica. Fue el primer presidente del Partido Democrático Libre en la zona de ocupación británica. En 1947 se pasó al Niedersächsische Landespartei, el predecesor del Partido Alemán.
Entre 1948 y 1949 fue miembro del Consejo Parlamentario, la comisión que redactó la Ley Fundamental para la República Federal de Alemania y que se reunió por primera vez el 1 de septiembre de 1948.
A principios de los años 50 Wilhelm Heile se retiró de la vida política activa. Murió el 17 de agosto de 1969 en Harpstedt.